# 盧光輝
盧光輝（1941年—2020年11月22日），綽號「山狗校長」，香港前職業棒球運動員、教練及教育人物，前沙田基覺小學下午校校長。

## 生平
中學時曾以4年的時間完成五年的中學課程。1965年畢業於柏立基教育學院（今香港教育大學，教育學院前身），曾任香港中華基督教會香港區會基聯小學、基覺小學下午校、基良小學上午校及何福堂小學 的校長。
1993年，因為籌辦少年棒球比賽而前往中國大陸甘肅省省會蘭州市，會見一支擬邀請的球隊。由於蘭州市四面環山，而且土地貧瘠，激起了他想去看當地山地居民的生活狀況的好奇心，從而使他與協助中國大陸山區兒童就學的事業结缘。之後一直致力於協助中國大陸山區學校的學生得到免費教育，以及為他們修葺校舍。
盧光輝校長是基督徒，退休後在香港基督教協進會當義工。
2009年2月，香港教育學院宣佈頒授榮譽院士銜予盧光輝校長及另外三位教育界的傑出人士，表彰他們對教育和教院發展的貢獻。
2011年，他入圍由亞洲電視舉辦的2011感動香港人物。
2020年11月22日逝世，享年79歲。
逝世後，柏立基教育學院校友會為表彰盧氏在任該會主席時的貢獻，於2021年2月16日起將屬下的「李一諤紀念學校」，更名為「盧光輝紀念學校」。

## 参看
- 沙燕橋
- 點五步 - 有關他成立沙燕少年棒球隊經歷的2016年香港電影。
- 廖啟智 - 已故演員，生前曾在電影《點五步》中飾演盧光輝。
- 林珠鵬 - 已故臺灣教育家，在1963年任紅葉國小校長時組織紅葉少棒隊，被譽為「紅葉少棒之父」。